# Шланс
Шланс (нем. Schlans) — деревня и бывшая коммуна в Швейцарии, в кантоне Граубюнден.
До 2011 года имела статус отдельной коммуны. 1 января 2012 года вошла в состав коммуны Трун. Входит в состав региона Сурсельва (до 2015 года входила в округ Сурсельва).
Население составляет 91 человек (на 31 декабря 2006 года). Официальный код — 3984.